# مديريات رداع
مديريات رداع هو مصطلح جغرافي يشير إلى سبع مديريات من مديريات محافظة البيضاء اليمنية ، حيث كانت قديماً كلها ضمن مديرية واحدة .
| - مديرية رداع - مديرية القريشية | - مديرية الشرية - مديرية ولد ربيع | - مديرية العرش - مديرية صباح | - مديرية الرياشية |